# モール・オブ・アメリカ
モール・オブ・アメリカ（Mall of America）は、アメリカ合衆国ミネソタ州東部、ミネアポリス・セントポール南郊のブルーミントンに立地する全米最大級のショッピングモール。MOA、MoA、Megamallとも呼ばれる。同モールは2本の高速道路、州間高速道路I-494とミネソタ州道77号線のジャンクションの南東に位置し、ミネアポリス・セントポール国際空港とはI-494をはさんで立地している。ブルーミントンの中心部からは北東にあたる。
モール・オブ・アメリカは1992年にメトロポリタン・スタジアムの跡地を利用してオープンした。世界で最も客数の多いモールで、年間客数はミネソタ州の総人口の8倍にあたる4,000万人を超える。モール内の従業員総数は約12,000人を数える。

## 施設概要
モール・オブ・アメリカの延床面積は約390,000m²におよび、そのうち257,200m²が店舗用スペースとして使用されている。店舗用スペースの広さではオハイオ州ヤングスタウン郊外のイーストウッド・モール、フィラデルフィア郊外のキング・オブ・プロシア・モールに次いで全米第3、店舗数では全米最大である。建物は対称形となっており、ほぼ長方形の間取りになっている。内部は4階建てになっており、1-3階は長方形に、4階では一本になっている通路に沿って520の店舗が配置されている。モールの北側への増築が計画されており、完成すると最大900店舗まで増える予定になっている。四隅にはそれぞれブルーミングデールズ、メイシーズ、ノルドストルム、シアーズのデパートが建ち、「アンカー」と呼ばれている。モール内は4つのゾーンに分けられ、それぞれ独自のスタイルで装飾されている。

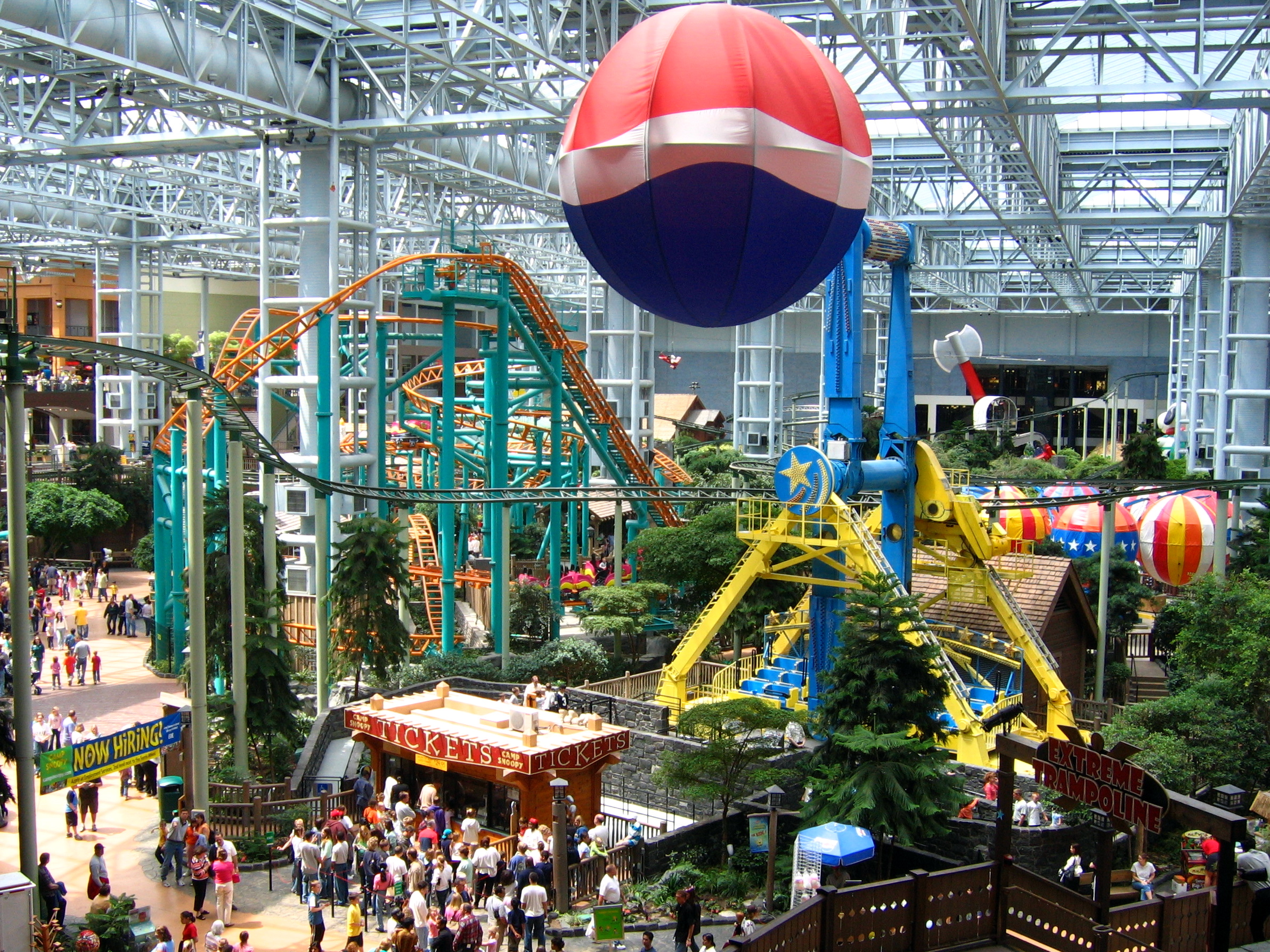
テーマパーク The Park at MOA

モールの中央にはThe Park at MOAと呼ばれる屋内型のテーマパークがある。同園は屋内型テーマパークとしては全米最大のものである。もとはキャンプ・スヌーピー（Camp Snoopy）と呼ばれていた。園内には2本のローラーコースターをはじめとした様々なアトラクションが配置されている。他の多くの屋内型テーマパークとは異なり、同園には園内および周辺に天然の草木が植えられ、高低差5m程度ではあるが地形に起伏がつけられている。こうした設計によって、より自然に近い景観が造り出されている。
テーマパークのほかにも、モール・オブ・アメリカには巨大な展示物を中心としたレゴのテーマエリア、AMCのシネマコンプレックス、水族館、さらには教会、結婚式用のチャペル、学校（オルタナティブ・スクール）まである。

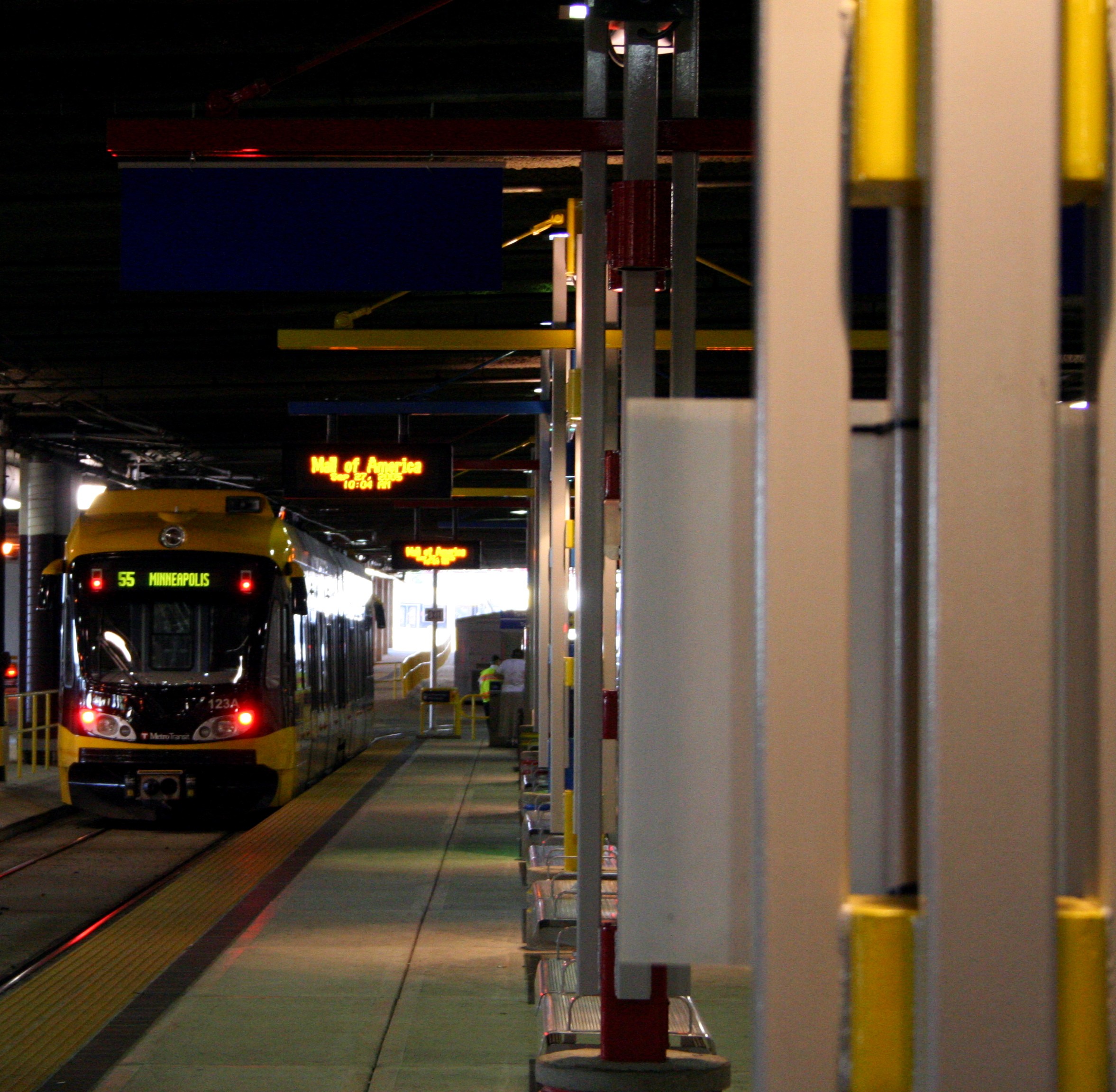
ライトレールのモール・オブ・アメリカ駅

ほぼ同形状の、7階建ての立体駐車場がモールの東側と西側に1棟ずつ建っており、合計約13,000台を収容できる。これに加え、建物の北側と南側の平面駐車場、および近隣の駐車場をあわせると、約20,000台分の駐車スペースを備えていることになる。
モール・オブ・アメリカは地域交通の拠点にもなっている。ミネアポリスのライトレール・ハイアワサ線はモール・オブ・アメリカを南の起点とし、ミネアポリス・セントポール国際空港を通ってダウンタウンに通じている。また、ミネアポリス・セントポール都市圏内を広くカバーする路線バスはモール・オブ・アメリカにも便がある。これらのバスやライトレールのターミナルとなっているのは東の駐車ランプの下層階である。しかし、モールの駐車場はあくまで買い物客用のものであり、ライトレールでの通勤客がパークアンドライドに使うことは奨励されていない。空港の利用客がモールの駐車場に車を停めてライトレールに乗り継ぐのを防ぐため、深夜の営業時間外の駐車は禁じられている。ライトレールを用いる通勤客には、広い駐車場を備えた隣の28thアベニュー駅を使用することが推奨されている。

## 歴史

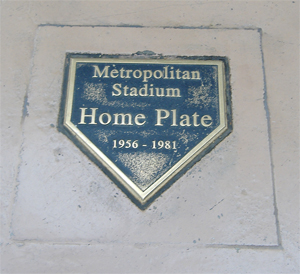
メトロポリタン・スタジアムのホームベース跡

モール・オブ・アメリカはトリプル・ファイブ・グループによってそのコンセプトの設計がなされ、建てられた。トリプル・ファイブ・グループは、カナダのガーメジアン兄弟が経営する企業グループで、カナダ・アルバータ州の州都エドモントンにある北米最大のショッピングモール、ウェスト・エドモントン・モールの経営も手がけている。モール・オブ・アメリカはメトロポリタン・スタジアムの跡地に建てられた。同スタジアムは1982年にダウンタウンにメトロドームが完成するまで、MLBのミネソタ・ツインズやNFLのミネソタ・バイキングスが本拠地にしていた。ハーモン・キルブルーが1967年6月3日に放った520フィート（158.5m）の特大本塁打を記念して、メトロポリタン・スタジアムの椅子1席がそのままの位置でモール・オブ・アメリカ内に残されている。テーマパークの北西端には、メトロポリタン・スタジアムのホームベースがそこにあったことを示す真鍮の碑が埋め込まれている。
1986年、ブルーミントン港湾局はトリプル・ファイブ・グループらガーメジアン組合との合意に達し、1989年6月14日にモールが着工した。組合にはトリプル・ファイブ・グループのほか、ショッピングモール開発大手メルビン・サイモン・アンド・アソシエイツ、教員保険年金（TIAA-CREF）、後にキャナルシティ博多等での設計で知られることになる建築家ジョン・ジャーディらが参加していた。モールは1992年8月11日にオープンした。オープン当時、モール・オブ・アメリカは店舗スペース、店舗数のいずれにおいても全米最大であった。ただし、既にあったウェスト・エドモントン・モールには及ばず、世界最大や北米最大ではなかった。
モール・オブ・アメリカは単なるショッピングだけではなく、エンタテイメントの場としても位置づけられていたが、飲酒や喫煙にはむしろ厳しかった。マルディ・グラをテーマとしたファット・テューズデイというバーは、1999年の大晦日に起きた、度が過ぎた露出と飲酒がらみの暴行事件がもととなって、翌2000年に入るとすぐに閉店に追い込まれた。4階にあったバーが閉店時間となったあとのモール内での人通りなども問題になっていた。さらに2004年に市全体での禁煙条例が出されると、ミネアポリスのダウンタウンの「ブロックE」と呼ばれる娯楽地区の再開発とあいまって、モール・オブ・アメリカの4階にあった店舗はほとんど全てが姿を消し、わずかにフーターズのレストランとAMCシアターのみが残った。

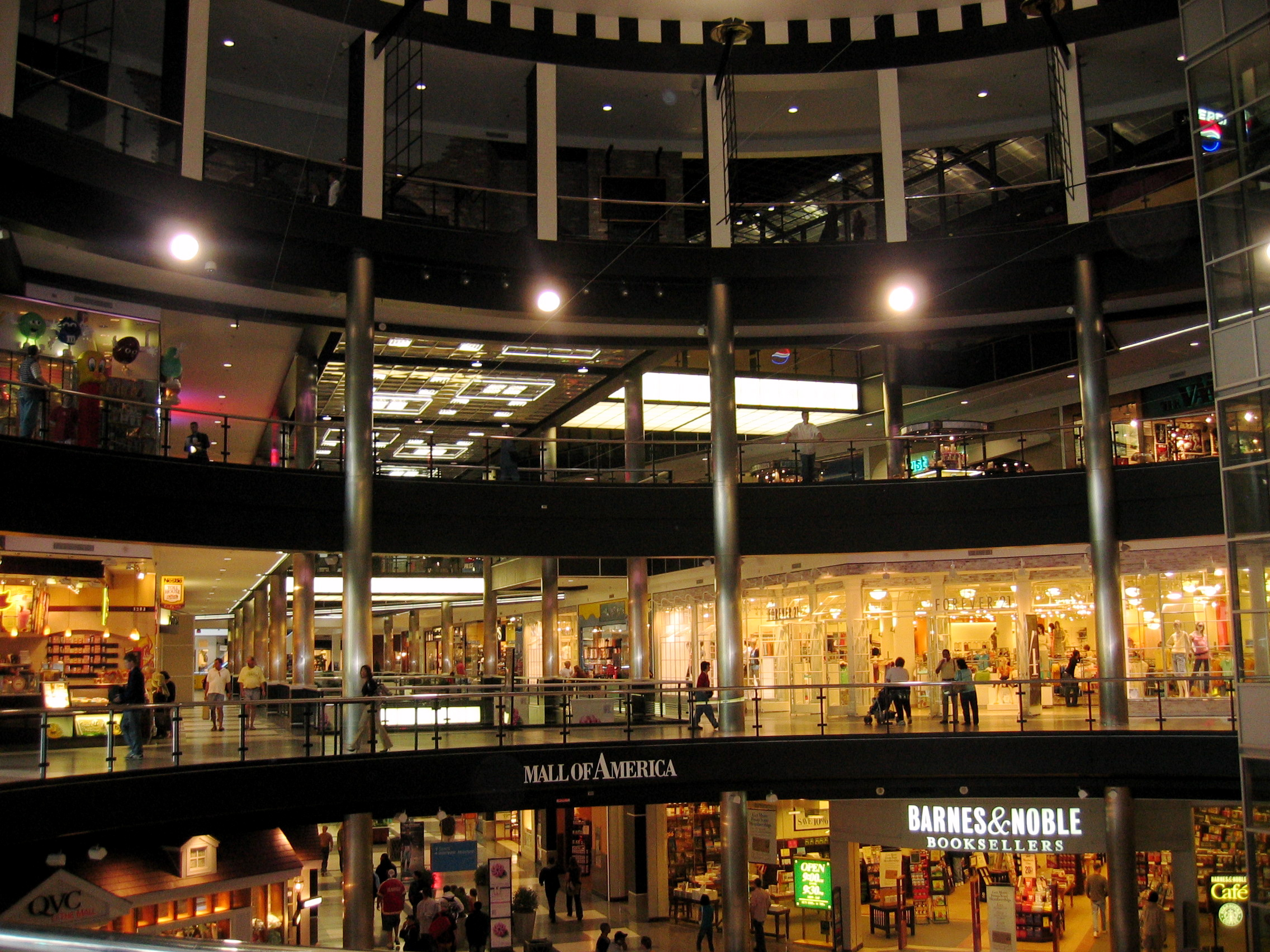
モール・オブ・アメリカの内部、2006年

一方、メルビン・サイモン・アンド・アソシエイツとトリプル・ファイブ・グループは、モール・オブ・アメリカの所有配分をめぐって法廷で争っていた。1999年にメルビン・サイモンが教員保険年金の所有していた27.5%の株式を買収し、筆頭株主となったからであった。これに対して、トリプル・ファイブ側はこの取引に関しては何も聞いていないと主張し、法廷に持ち込まれたのであった。2003年、合衆国控訴裁判所はトリプル・ファイブ・グループを筆頭株主と認める判決を出し、管理権限と計画権限がもとのコンセプト設計者に戻ることとなった。
モール・オブ・アメリカの経営権を取り戻したトリプル・ファイブ・グループは、2006年11月3日に「フェイズII」と呼ばれる拡張計画を打ち出した。フェイズIIはモールの北側に広がる、もとはメトロポリタン・スタジアムの室内練習場だったところの跡地を利用して拡張するものである。拡張部分の中にはディナー・シアター、アイスリンク、水上公園を造り、ホテル3軒を建て、ウェスト・エドモントン・モールに似た造りにする計画になっている。拡張部分の面積は約483,000m²におよび、完成すると既存のモールが2倍以上になってウェスト・エドモントン・モールを抜き、世界最大の華南MALLに匹敵する規模になる。
しかし、この拡張計画は資金難のために難航している。モール・オブ・アメリカ側は、この拡張には19億ドルを要すると見積もっている。モールの開発者は州や地方の出先機関に対し2億3400万ドルの資金援助を願い出たが、州知事ティム・ポーレンティにより却下された。モール・オブ・アメリカ側では、対策として完成後に市から分離独立することや、民間から雇っている警備員を地元の警察官に置き換えたりすることを計画している。

## 註
1. ↑  “The Mall of America”.   Translucency.com. 2011年12月20日閲覧。
2. ↑  Larriva, Sandra and Weisert, Gabe. Most Visited Tourist Attractions. Forbes Traveler. 2007年4月25日
3. ↑  Directory of Major Malls: Mall of America.
4. ↑  Brothers win back control of megamall; Simon Property will contest a ruling that transfers majority ownership. Star Tribune. 2003年9月12日.
5. ↑  Black, Sam.  Ghermezians take sole control of Mall of America in $1B deal. Minneapolis / St. Paul Business Journal. 2006年11月3日.
6. 1 2  Wyant, Carissa MOA signs Great Wolf water park for Phase 2. Minneapolis / St. Paul Business Journal. 2007年7月26日.